# Neanotis
Neanotis es un género con 49 especies de plantas fanerógamas perteneciente a la familia de las rubiáceas. 
Es nativa de las regiones tropicales y subtropicales de Asia.

## Especies seleccionadas
- Neanotis boerhavioides (Hance) W.H.Lewis (1966).
- Neanotis calycina (Wall. ex Hook.f.) W.H.Lewis (1966).
- Neanotis carnosa (Dalzell) W.H.Lewis (1966).
- Neanotis concanensis P.Daniel & Vajr. (1982).
- Neanotis decipiens (Hook.f.) W.H.Lewis (1966).